# قبور كاسوبي
قبور كاسوبي في كامبالا في أوغندا هي عبارة عن موقع يتضمن مقبرة لأربعة من ملوك بوغندا وهي موقع تراث عالمي.
في 16 آذار (مارس) 2010، دمّرت بعض المباني الرئيسية في الموقع تدميراً كاملاً بفعل الحرائق، ولا زال الأمر قيد التحقيق. وتعهدت مملكة بوغندا بإعادة بناء قبور ملوكهم وقال يوري موسفني أن حكومة أوغندا الوطنية ستساعد في إعادة بناء الموقع.

## القبور
بُني الموقع الملكي على تلة كاسوبي أول مرة عام 1881. وتضمّن الموقع العديد من الهياكل والأبنية منها القبور الملكية لأربعة من ملوك (كاباكاس بوغندا). حيث كانت تلك القبور ضمن مبانٍ من القش. لا يزال الموقع ذا أهمية روحية وسياسية لشعوب باغاندا. عام 2001، أعلنت مقابر كاسوبي موقع تراث عالمي.
الكاباكاس الأربعة المدفونون في هذا الموقع هم:
- موتيسا الأول (1835–1884)
- موانغا الثاني (1867–1903)
- داودي تشوا الثاني (1896–1939)
- موتيسا الثاني (1924–1969).

## تدمير الموقع

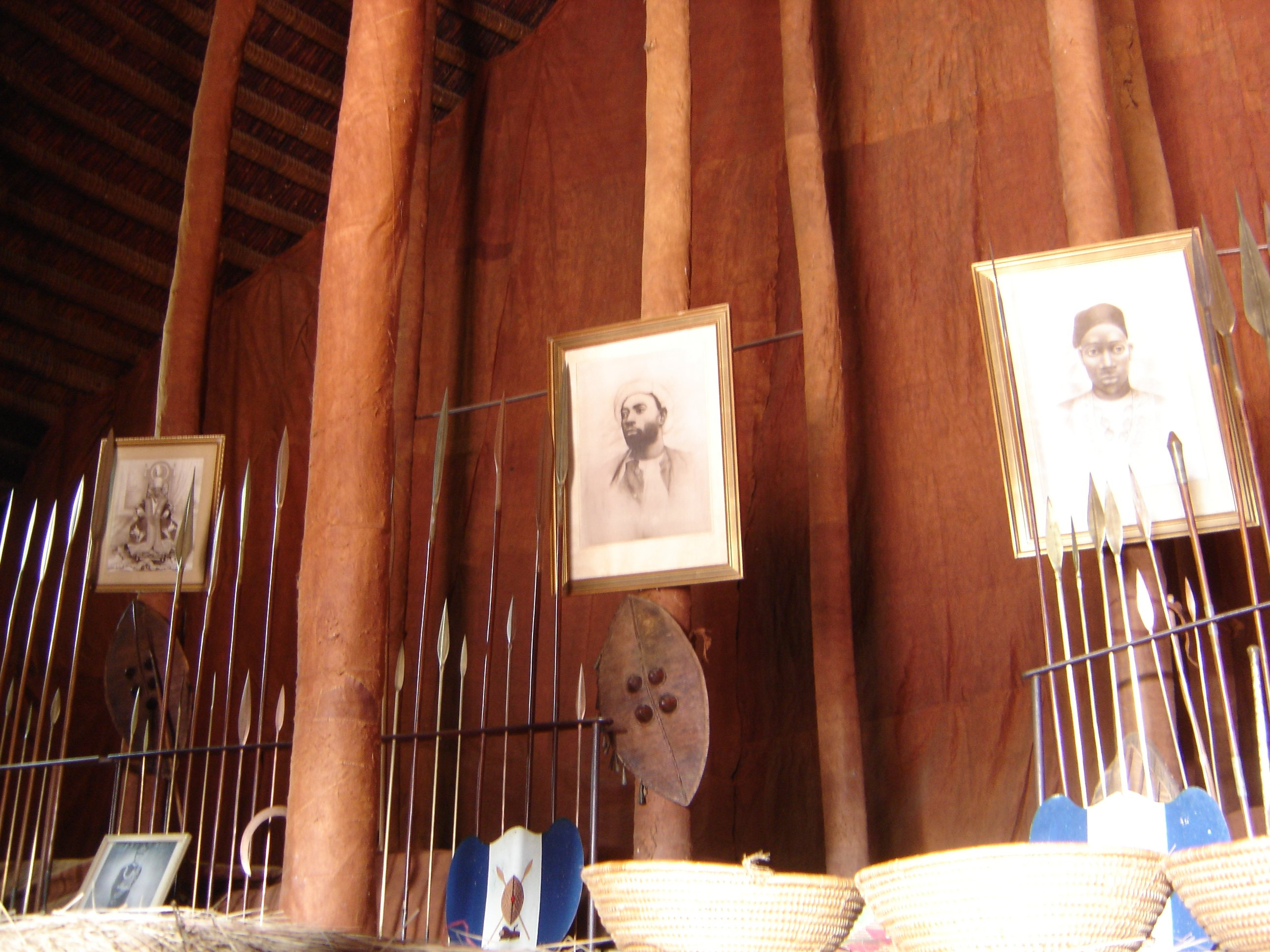
موقع آزالا مبانغا من الداخل مع صور الملوك المدفونين

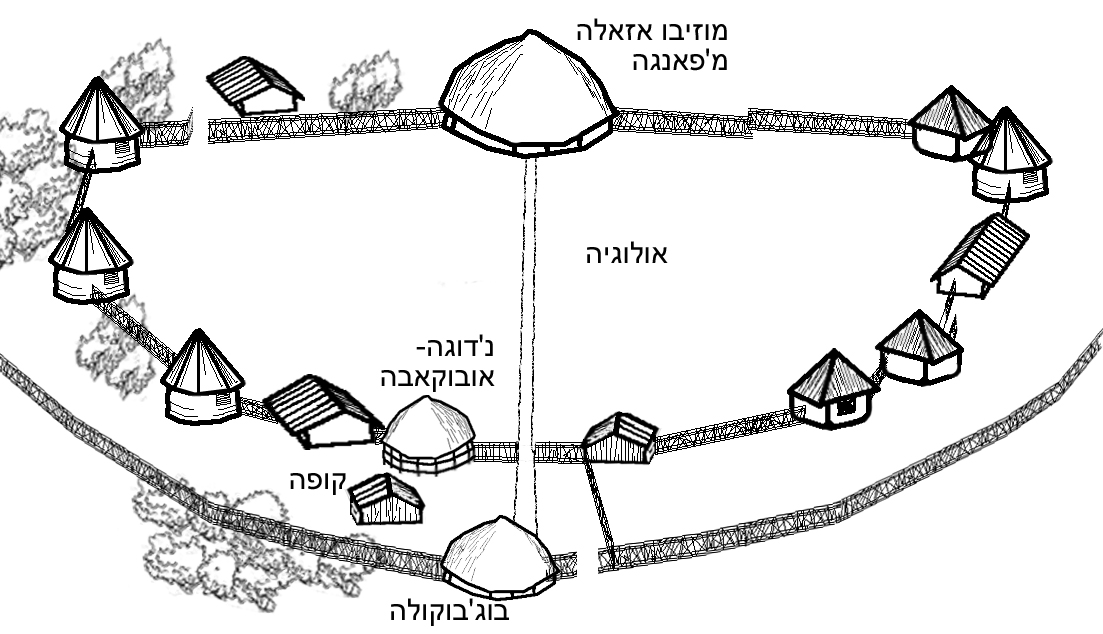
يقع الهيكل الذي يتضمن القبور في نهاية الفناء الواسع

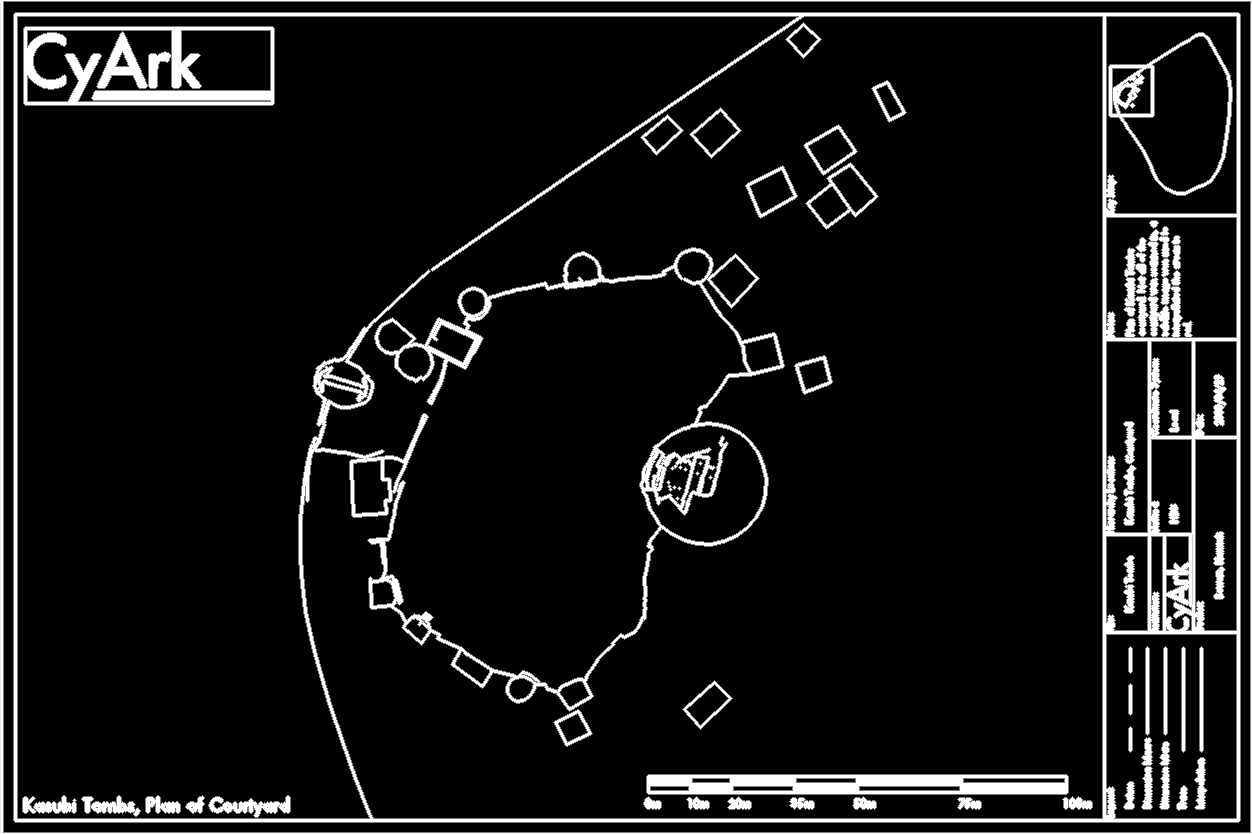
عرض لساحة أولويغا باستخدام بيانات من المسح الضوئي للمشروع أوائل عام 2009

في 16 آذار (مارس) 2010، وفي حوالي الساعة 8:30 بالتوقيت المحلي، تم تدمير مقابر كاسوبي بفعل النيران. ا يزال سبب الحريق غير معروف. لكن مملكة بوغندا وعدت بإجراء تحقيقات مستقلة جنباً إلى جنب مع تحقيقات قوات الشرطة الوطنية.

## وصلات خارجية
- قبور ملوك بوغندا في كاسوبي، مركز اليونسكو للتراث العالمي
- قبور كاسوبي
- الحرائق تدمر قبور كاسوبي، أوغندا ديلي مونيتور, 17 March 2010